# Società giapponese nel periodo Edo
La società giapponese nel periodo Edo (1603-1868) era sottoposta a rigide norme di condotta volte a promuovere la stabilità nel Paese. Gli ideali confuciani fornirono le basi per l'organizzazione di un sistema gerarchico suddiviso in quattro livelli: al vertice della piramide sociale, anche se sotto l'imperatore, vi era la classe guerriera, formata da shōgun, daimyō e samurai. Un gradino più sotto vi erano i contadini, seguiti dagli artigiani e dai mercanti.
La mobilità sociale era severamente vietata, ma come la ricchezza si concentrò al di fuori della casta dei samurai, i conflitti sorti tra le classi finirono per minare l'ordine sociale ponendo in discussione la stabilità dell'intero sistema.

## Sistema delle quattro classi

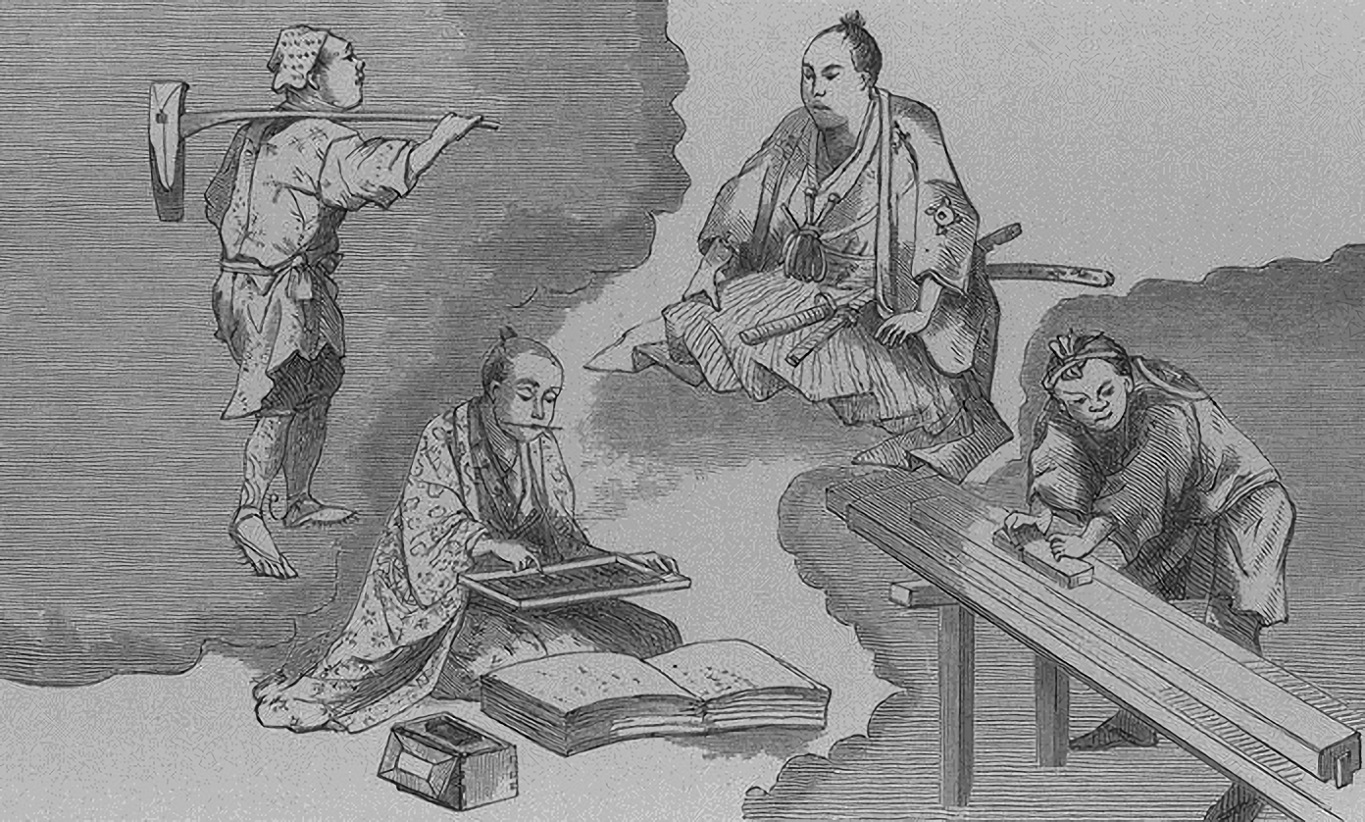
Le quattro classi della società giapponese del periodo Edo in un'opera di Ōzawa Nankoku

In seguito alla riunificazione del Paese sotto l'egida dello shogunato Tokugawa, in Giappone furono intraprese una serie di politiche di controllo che miravano al mantenimento dello status quo nel rispetto rigoroso di regole ben definite. Ricalcando l'analogo sistema delle Quattro occupazioni cinesi, il bakufu ristrutturò la società attraverso l'adozione del modello shinōkōshō (士農工商?), finalizzato a organizzare, secondo un ordine gerarchico e di importanza, i samurai (士?, shi), i contadini (農?, nō), gli artigiani (工?, kō) e i mercanti (商?, shō).
Gli individui di ciascuna classe erano tenuti a seguire precise norme di comportamento adeguate alla loro posizione sociale, che ne regolavano i diritti sul possesso dei terreni, gli obblighi fiscali, la risposta ai reati e l'autorità politica, oltre che disciplinare in modo minuzioso la loro alimentazione e il loro abbigliamento. Ne risultava così una società fortemente differenziata, sia nello stile di vita che nella disposizione nel territorio, con i samurai, gli artigiani e i mercanti concentrati nei centri urbani e i contadini nei villaggi rurali. La mobilità tra le classi era scoraggiata dall'idea che tale sistema fosse regolato da una legge naturale, secondo cui ogni individuo risultava vincolato per l'intera esistenza alla condizione sociale ereditata alla nascita.
I samurai erano in cima alla piramide sociale per via della loro autorità morale e costituivano un esempio di virtù da seguire per gli appartenenti alle classi inferiori. Il sistema era stato pensato per rafforzare la loro posizione di potere all'interno della società e per giustificare il loro status dominante; tuttavia essi finirono per svolgere mansioni lontane dalla loro originale concezione, arrivando a svolgere il ruolo di funzionari di corte, burocrati e amministratori piuttosto che quello di guerrieri. I contadini occupavano la seconda posizione per via della loro capacità di produrre cibo, in linea con i valori confuciani che vedevano nell'agricoltura una delle attività fondamentali per la sopravvivenza della società. Agli ultimi posti della gerarchia vi erano gli artigiani, in quanto producevano beni non essenziali, e i mercanti, considerati come la classe più bassa poiché non producevano alcun bene.
In alcuni casi, la dote di un samurai indigente poteva essere solo di poco superiore rispetto a quella di un contadino; per questo i confini tra le classi potevano apparire piuttosto sfumati, in particolare tra gli artigiani e i mercanti nelle aree urbane. Ciò nonostante, tale sistema forniva i motivi per limitare i privilegi e le responsabilità delle diverse classi dando un senso di ordine alla società. Tale consolidazione delle relazioni sociali contribuì a creare la stabilità politica che caratterizzò il periodo Edo.

### Samurai

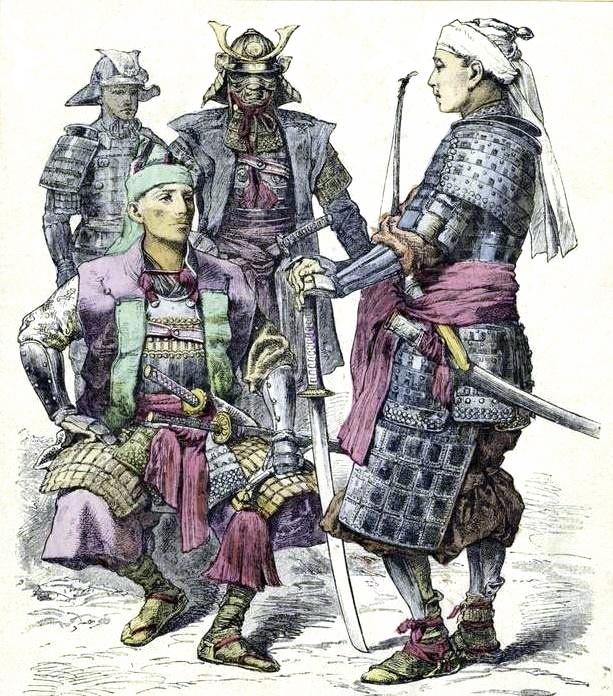
Rappresentazione dell'inizio del XX secolo di un gruppo di samurai

Terminato il periodo Sengoku, il samurai da guerriero tornò a occupare soprattutto cariche burocratiche e amministrative. Se nel periodo delle guerre civili era facile distinguersi in battaglia e acquisire il rango di samurai, durante il periodo Edo una legge rese ereditario il titolo di samurai e proibì alla gente comune di girare armati di spade lunghe, come tachi o katane. Portare due spade (una lunga e una corta) divenne così segno di riconoscimento della classe dei samurai e simbolo della loro posizione sociale dominante.
Lo shogunato Tokugawa proibì anche la pratica delle arti marziali e i combattimenti tra samurai, cosicché essi mantennero le loro abilità di combattimento più come un'arte che come uno strumento di guerra. Essi possedevano ancora il diritto di uccidere chiunque li disonorasse, ma non è chiaro fino a che punto questo diritto fu esercitato.
Durante questo periodo la maggior parte dei samurai perse il possesso diretto della propria terra, e molti di loro furono costretti a deporre le armi per unirsi alle borghesie urbane o rurali in espansione. Alcuni di loro rimasero sotto il diretto controllo dello shogunato, mentre altri ancora divennero rōnin, samurai senza padrone, dedicandosi ad attività poco edificanti come il banditismo o il gioco d'azzardo. Il ruolo tradizionale del samurai venne progressivamente ridimensionato dal lungo periodo di pace e stabilità e alla fine del periodo Edo i samurai e le loro famiglie costituivano solo il 5% della popolazione contro il 7-8% originario.

### Contadini

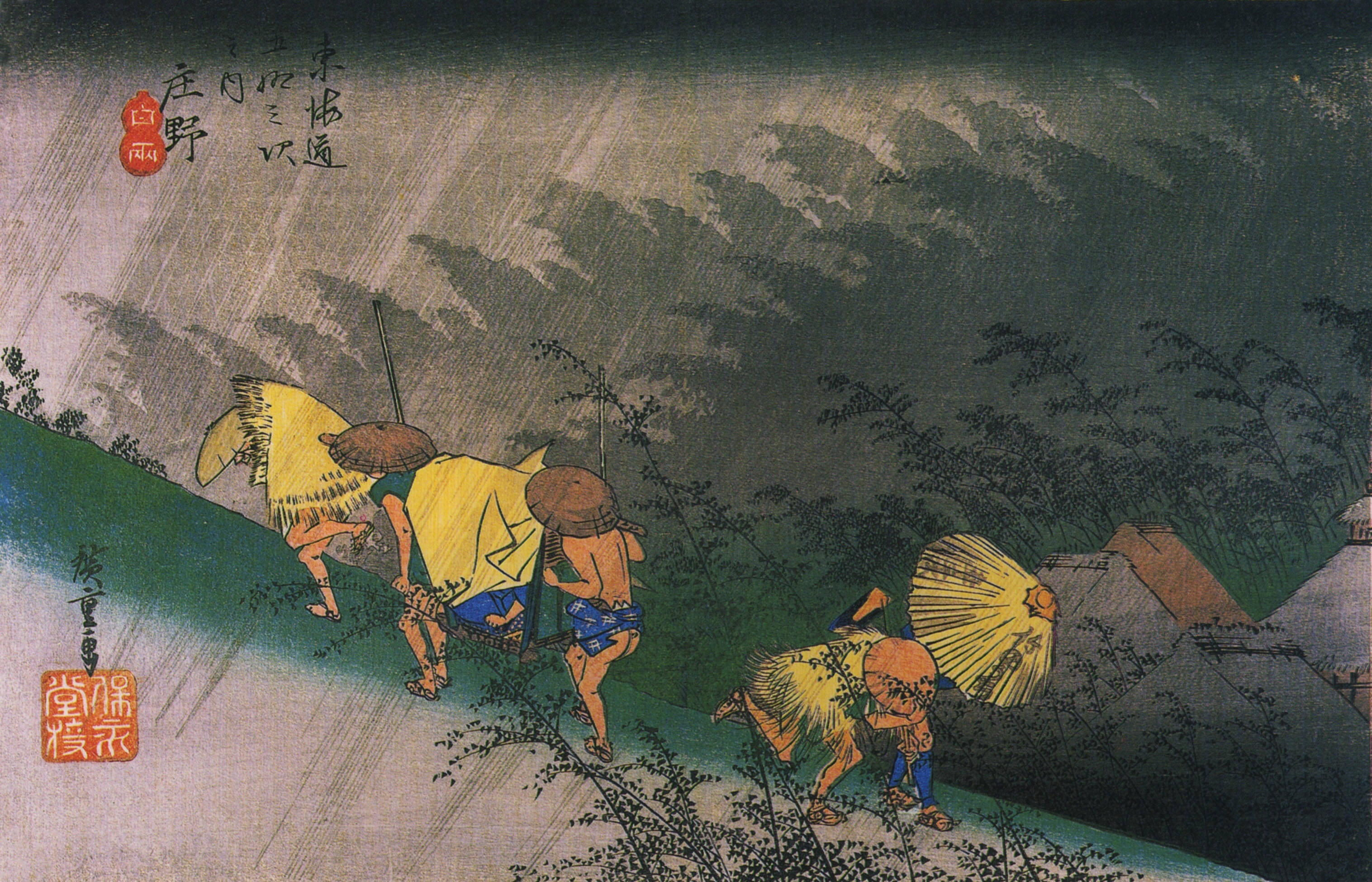
Contadini sorpresi dalla pioggia in una stampa di Hiroshige del XIX secolo

La vita dei contadini si focalizzava sui loro villaggi. Essi erano obbligati a risiedere nei villaggi al fine di non ridurre il livello dei raccolti, sebbene ai giovani fosse permesso occasionalmente di recarsi in città per trovare lavori stagionali. I legami sociali, fondamentali per la sopravvivenza di tutto il villaggio, erano rafforzati anche attraverso l'organizzazione di feste stagionali, e le visite dagli estranei erano malviste. La collettività svolgeva un ruolo molto importante, e vi erano forti pressioni affinché nessuno uscisse dalla conformità tipica della vita rurale. I dissapori e i conflitti erano considerati distruttivi per l'ordine pubblico del villaggio e limitati per quanto possibile.
Il settore agricolo durante questo periodo era basato su un modello famigliare privato in contrasto con il modello di piantagione o hacienda implementato altrove. I contadini possedevano il diritto di proprietà sui terreni, ma una parte del raccolto doveva essere versato come tributo al daimyō locale, che con l'entrate dei villaggi provvedeva a stipendiare i samurai alle proprie dipendenze, oltre ad affrontare le spese per le questioni di pubblico interesse.
I contadini potevano accumulare una ricchezza relativamente grande ma la classe di appartenenza non cambiava in virtù dell'attaccamento alla loro terra. Le famiglie più ricche e quelle che possedevano un terreno e che pagavano le tasse erano tenute in maggiore considerazione all'interno della comunità rurale, e disponevano di maggiore influenza politica negli affari del villaggio. In ogni caso, la sopravvivenza del villaggio dipendeva dalla cooperazione di tutte le famiglie per soddisfare la pressione fiscale e superare le carestie o altre calamità naturali simili.

### Artigiani e mercanti

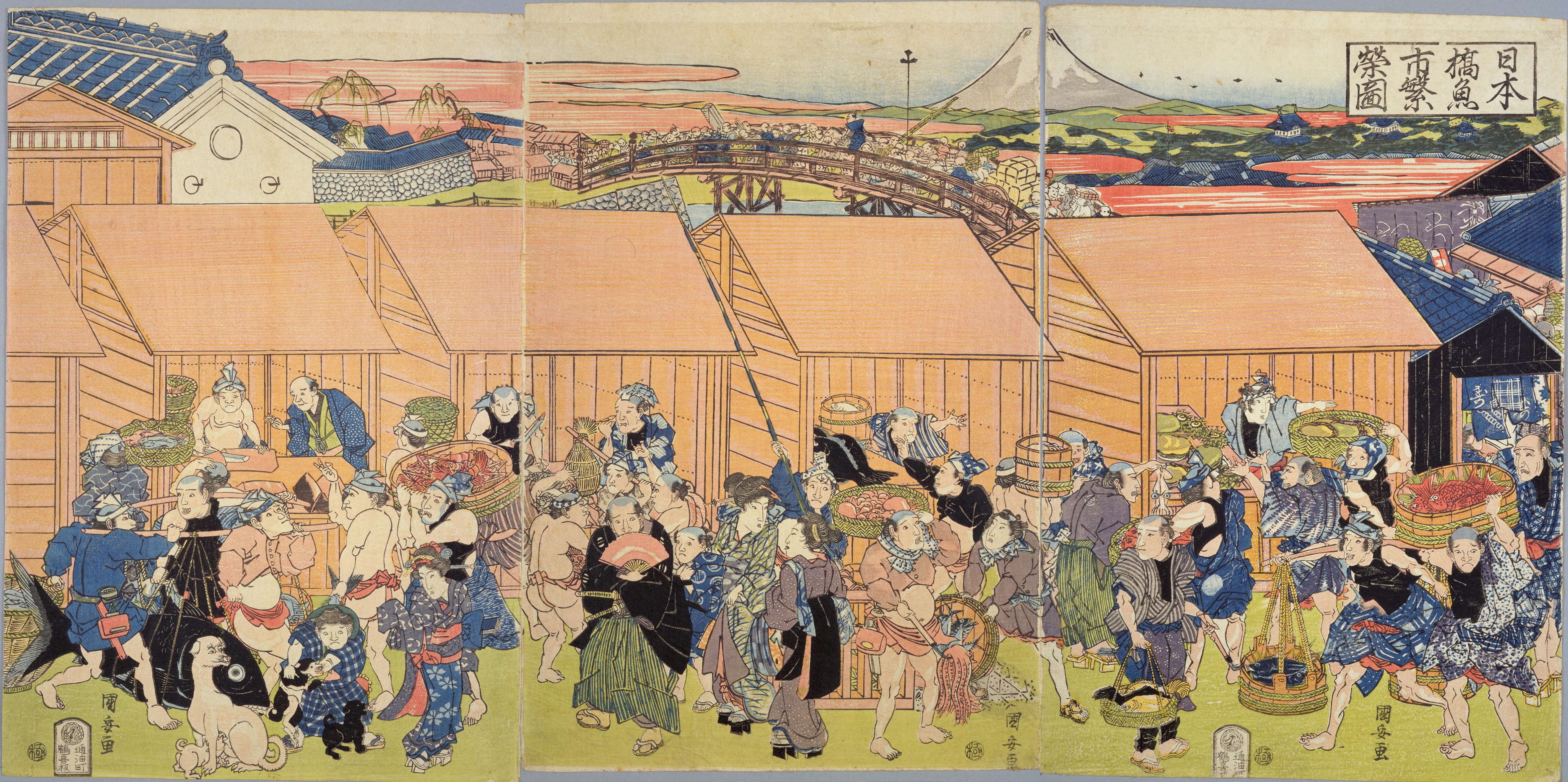
Nihonbashi, prosperità del mercato del pesce (periodo Edo) di Utagawa Kuniyasu

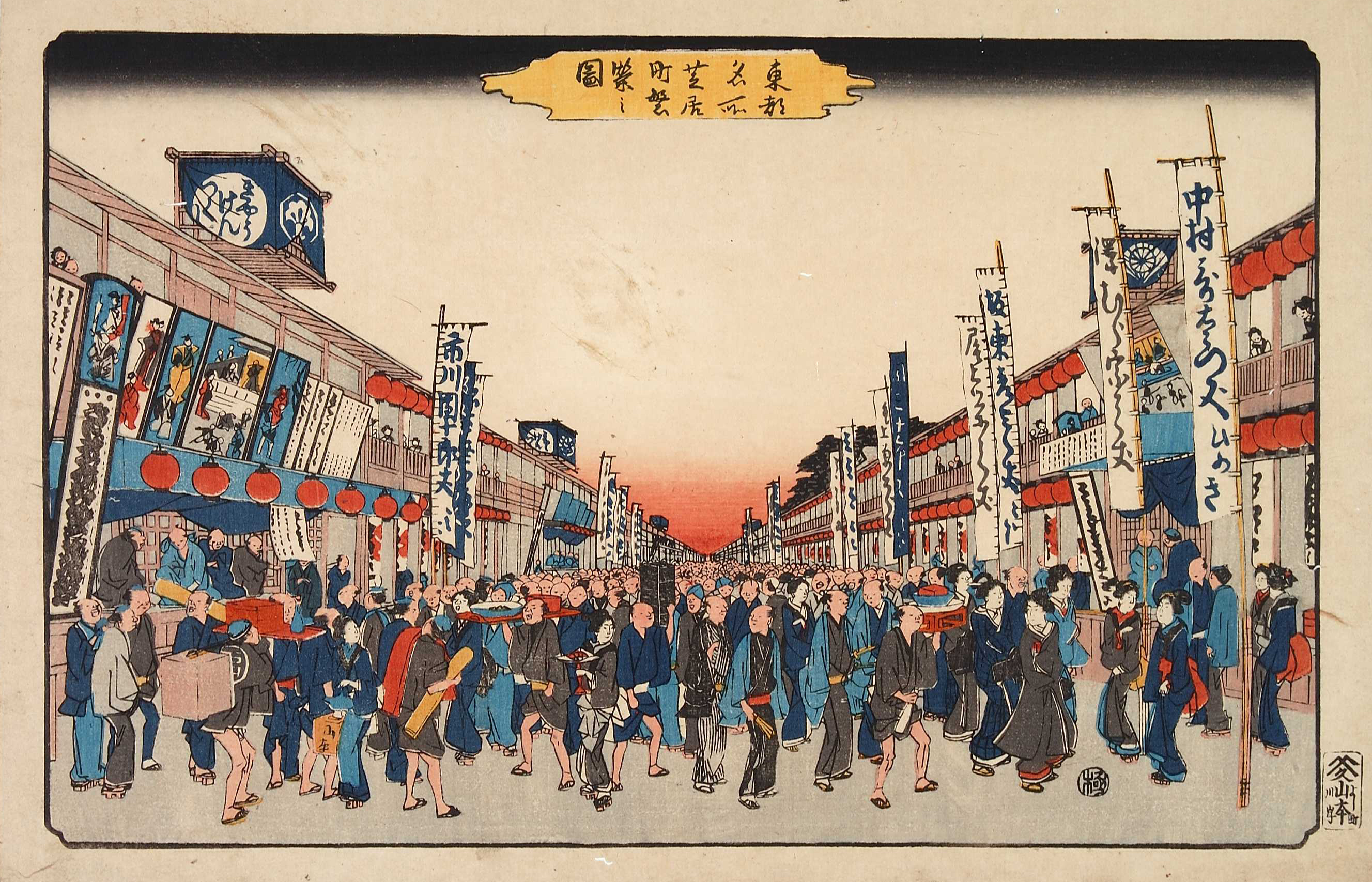
Strade affollate di Edo in un'opera di Hiroshige del 1844 circa

Il periodo Edo vide emergere altresì la classe sociale dei chōnin (町人? "abitanti delle città"), composta principalmente da artigiani e mercanti che vivevano all'interno delle città-castello dei daimyō. A dispetto della loro infima posizione nella scala gerarchica e di una legislazione volta a limitare la loro ricchezza, essi conobbero una fioritura economica e sociale a spese e dei samurai e degli stessi daimyō, i quali si trovavano spesso indebitati con loro.
L'ascesa economica dei chōnin, paragonabile a quella della borghesia europea, portò allo sviluppo di nuove forme d'arte come la poesia haiku, i teatri kabuki e jōruri, e dell'ideale dello ukiyo, il mondo fluttuante, che vide la sua massima espressione nella forma di pittura dello ukiyo-e. La cultura chōnin conobbe il periodo di massimo splendore nelle ere Genroku (1688-1703) e Bunka-Bunsei (1804-1829), e grandi progressi furono fatti anche nei campi dell'astronomia, dell'agronomia, della medicina e dell'ingegneria civile.
Si stima che nell'Ottocento il 10% della popolazione del Giappone vivesse nelle grandi città, al tempo una delle più alte percentuali al mondo.

## Fuori casta

Rappresentazione di uno hinin nel XVIII secolo

In realtà il modello shinōkōshō non descriveva la società Tokugawa nella sua interezza. All'interno dell'assetto sociale dell'epoca, mibunsei (身分制?), trovavano posto infatti categorie privilegiate quali i nobili di corte, religiosi e monache, come anche gruppi di emarginati quali gli eta (穢多?) e gli hinin (非人?). Questi ultimi occupavano l'ultimo gradino dell'organizzazione sociale, in quanto svolgevano mansioni considerate impure secondo i dogmi della religione shintoista.
Gli eta erano macellai, conciatori e becchini, mentre gli hinin lavoravano come guardie cittadine, spazzini o boia. Di questa categoria potevano far parte anche mendicanti, artisti di strada e prostitute. La loro condizione sociale li portava a non essere considerati nemmeno esseri umani (la parola hinin in giapponese significa appunto "non umano", mentre eta significa "sporco") e a vivere in ghetti separati dal centro della città. Chi cadeva in povertà e diventava hinin aveva ancora una possibilità di essere reintegrato nella società, mentre chi ereditava questa condizione alla nascita non aveva modo di scalare la gerarchia sociale. Durante il XIX secolo eta e hinin iniziarono a essere identificati con il termine burakumin perché entrambe le classi erano costrette a vivere emarginate dal resto della comunità.

## Ruolo della donna
La condizione di una donna nel periodo Edo variava sensibilmente a seconda dello status sociale della famiglia di appartenenza. Le donne delle famiglie di samurai erano sottomesse al capofamiglia ma, una volta che egli moriva, esse potevano rimpiazzarlo come punto di riferimento all'interno del nucleo famigliare. Le donne delle classi inferiori godevano di una libertà maggiore e di minori aspettative sociali potendo così assolvere anche ruoli di grande importanza nell'economia della famiglia. Le contadine erano tenute ad occuparsi delle faccende domestiche al mattino presto prima di lavorare nei campi assieme al resto della famiglia e, indipendentemente dall'età, erano considerate importanti elementi delle proprie casate.
Più che un rito fondato sull'attrazione romantica, il matrimonio era utilizzato dalle famiglie per migliorare la propria condizione sociale o, tra i gruppi più ricchi, per aumentare la propria influenza e i propri possedimenti. Il più delle volte, però, il matrimonio si verificava tra due famiglie di pari status. La verginità della donna al momento del matrimonio era molto importante nella classe dei samurai, mentre perdeva d'importanza all'interno delle classi inferiori.
Dopo il matrimonio, le donne non potevano avere altre relazioni, mentre agli uomini delle classi più agiate era permesso avere concubine o relazioni con altre donne non sposate. I divorzi erano frequenti, e non era raro che una donna di origini umili lasciasse il marito per fare ritorno dalla propria famiglia.

## Sfide alla stabilità del sistema
Una delle caratteristiche principali del sistema gerarchico della società Tokugawa fu proprio la grande stabilità che gettò le basi per la struttura sociale orientale moderna, nella quale ogni persona assume un preciso ruolo sociale e deve adempiere alla sua missione attraverso il lavoro. Il crescente arricchimento delle classi sociali più umili a spese della classe guerriera portò tuttavia a una serie di conflitti che mise alla prova l'equilibrio dell'intero sistema. Gli stipendi dei samurai non aumentarono nonostante l'aumento del costo delle materie prime, e il prezzo sempre più oneroso di un'etichetta di comportamento sociale da rispettare fece incappare molti di essi in debiti con le ricche famiglie di mercanti. Questi ultimi, a loro volta, evitavano di fare sfoggio della loro ricchezza per timore di violare le leggi che limitavano i privilegi alla classe dei samurai. Ciò contribuì ad alimentare un forte clima di risentimento nei confronti del governo, oltre a intensificare i legami tra le due classi.
I cambiamenti nell'economia delle zone rurali furono anch'essi causa di contrasti. Il ricorso a tecniche agricole più avanzate permise di aumentare la produttività, cosicché i proventi ricavati dal surplus di cibo poterono essere investiti in attività extra-agricole e protomanufatturiere. Alcuni contadini accumularono debiti con i loro vicini più ricchi e un numero sempre maggiore di famiglie perse il diritto di proprietà sui terreni. Questa situazione, sommata a una tassazione eccessiva e un numero crescente di carestie, fece montare la protesta degli esponenti più umili della classe agricola che non di rado degenerò in tumulti e manifestazioni violente. Nel periodo Edo si contarono 6.889 rivolte contadine, con una media di venticinque sommosse all'anno.